# Zantedeschia pentlandii
Zantedeschia pentlandii är en kallaväxtart som först beskrevs av R.Whyte och William Watson och fick sitt nu gällande namn av Max Carl Ludwig Wittmack. Zantedeschia pentlandii ingår i släktet kallor, och familjen kallaväxter. Inga underarter finns listade.